# Julieta Nair Calvo
Pour les articles homonymes, voir Calvo.
Julieta Nair Calvo, née le 30 novembre 1988 dans la province de Buenos Aires, est une actrice et mannequin argentine.

## Biographie
Julieta Nair Calvo s'est fait connaître pour son rôle de Juli dans la série de Disney Playground (es). En 2017, elle joue un duo lesbien avec Violeta Urtizberea dans la série Las Estrellas.

## Filmographie
- 1998 : Un argentino en New York (es) : Mariana à 7 ans
- 2011 : Víndica (es) (mini-série) (1 épisode)
- 2014 : Junior Express (es) (série télévisée) : Lady Pink (1 épisode)
- 2013-2016 : Playground (es) (série télévisée) : Juli (203 épisodes)
- 2016 : Nunca es tarde (es) (programme télévisé) : elle-même
- 2016 : Pura Química (es) (show télévisé) : elle-même
- 2017 : Almorzando con Mirtha Legrand (es) (série télévisée) : elle-même
- 2017 : Soy Luna (série télévisée) : Paula (8 épisodes)
- 2017 : Las Estrellas (série télévisée) : Jazmín del Río (22 épisodes)
- 2018 : El lobista (es) (mini-série) : Lourdes Inzillo (2 épisodes)